# Come Again 2 - Le retour
Singles de Suprême NTM
Qu'est-ce qu'on attend
(22 février 1996) Affirmative Action Seine-Saint-Denis Style Remix
(21 janvier 1997)
Pistes de Paris sous les bombes
Outro Affirmative Action Seine-Saint-Denis Style Remix
Come Again 2 - Le retour et un single et un maxi du groupe Suprême NTM, sorti le 2 juillet 1996.

## Contenu
Il comprend le titre Come Again (Remix) qui est un remix de LG Experience du titre Come Again (pour que ça sonne funk) produit par DJ Clyde et DJ Max. Il comprend également les titres Qui paiera les dégâts (live) et Boogie Man (live) joués live au Zénith de Paris le 9 juin 1995 sur la version single. Le titre Come Again 2 est inédit et ne figure que sur la réédition de l'album studio du groupe Paris sous les bombes parue le 30 décembre 1996.
Sur Come Again 2, Suprême NTM collabore à nouveau avec Big Red du groupe Raggasonic qui avait déjà participé au titre De Best sur l’album studio précédent 1993... J'appuie sur la gâchette. Ce remix de Come Again (pour que ça sonne funk) voit Kool Shen modifier en grande partie les lyrics par rapport à la version originale du titre pour partir en egotrip
en s'en prenant au passage contre le groupe de rap Reciprok et son titre Balance-toi.

## Pochette
La pochette est réalisée par Eric Cornic de la société FKGB en utilisant une photographie de Xavier de Nauw prise dans une ruelle à New York. L'inspiration du graphisme est celle d'une affiche de film avec le titre et le nom des artistes en haut.

## Liste des titres
Sur la version single sortie au format CD:
- Come Again (Remix)
- Qui paiera les dégâts (live)
- Boogie Man (live)

Sur la version maxi sortie au format CD et disque 45 tours:
- Come Again (pour que ça sonne funk)
- Come Again (Remix Instrumental)
- Come Again (Remix A Capella)
- Come Again (Live) (uniquement sur le maxi au format CD)